# Eduard Gonzalo
Eduard Gonzalo Ramírez (Mataró, 25 de agosto de 1983) es un ciclista español que fue profesional entre 2006 y 2011.

## Trayectoria
Debutó en 2006 con en el equipo francés Agritubel gracias, en parte, a su victoria en la carrera profesional de la Ronde de l'Isard d'Ariège cuando aún era amateur. Tras cuatro años en ese equipo, fichó por el equipo también francés Bretagne-Schuller y posteriormente por el equipo letón Vélo-Club La Pomme Marseille.

## Palmarés
2004
- 1 etapa del Cinturó de l'Empordá

2005
- Ronde d'Isard

2006
- 1 etapa del Rhône-Alpes Isère Tour
- 1 etapa del Circuito de Lorraine

## Resultados en Grandes Vueltas
| Carrera | Carrera         | 2006  | 2007 | 2008 | 2009 | 2010 | 2011 |
| ------- | --------------- | ----- | ---- | ---- | ---- | ---- | ---- |
|         | Giro de Italia  | —     | —    | —    | —    | —    | —    |
|         | Tour de Francia | 115.º | Ab.  | 37.º | Ab.  | —    | —    |
|         | Vuelta a España | —     | —    | —    | —    | —    | —    |

―: no participa
Ab.: abandono

## Equipos
- Agritubel (2005-2009)
- Bretagne-Schuller (2010)
- Vélo-Club La Pomme Marseille (2011)